# Großsteingräber bei Stintenburg
Die Großsteingräber bei Stintenburg waren mehrere megalithische Grabanlagen unbekannter Zahl der jungsteinzeitlichen Nordgruppe der Trichterbecherkultur bei Stintenburg, einem Ortsteil der Gemeinde Zarrentin am Schaalsee im Landkreis Nordwestmecklenburg in Mecklenburg-Vorpommern. Sie wurden wohl im 18. oder frühen 19. Jahrhundert zerstört. Ihre einstige Existenz ist nur durch einen Bericht von Johann Andreas Walcke aus dem Jahr 1835 überliefert, der bei Stintenburg „zerstörte Grabhügel und Riesenbetten“ erwähnt. Zur genauen Lage, der Orientierung, den Maßen und dem Typ der zerstörten Großsteingräber liegen keine Informationen vor. Beim 4 km nordöstlich von Stintenburg gelegenen Ort Stintenburger Hütte soll es laut Walcke weitere Großsteingräber gegeben haben.